# Streetcore
Streetcore è il terzo e ultimo album realizzato da Joe Strummer and the Mescaleros, la band formatasi intorno alla figura di Joe Strummer, l'ex leader dei Clash. Si tratta di un album postumo, in quanto completato e portato a termine solo dopo la morte di Strummer, avvenuta il 22 dicembre 2002, a soli 50 anni, a causa di un infarto.

## L'album
L'album esce il 21 ottobre 2003 e il singolo del disco è la prima traccia, Coma Girl, un brano dedicato da Strummer alla figlia Lola per comunicarle il suo amore per la musica rock più legata alla strada. È una dichiarazione d'intenti allo stesso tempo musicale e programmatica: vuole essere il ritorno del gruppo ad atmosfere più rock, dopo le contaminazioni e la patchanka del disco precedente (Global a Go Go), in una canzone che ricorda molto il sound dei Clash, e insieme vuole essere un atto d'amore per il rock più stradaiolo. Scene di musica da strada riecheggiano infatti nel testo, e del resto streetcore, il titolo dell'album, può significare proprio questo, stradaiolo, legato alla strada.
Segni della prematura scomparsa del leader della band si possono ritrovare in alcune canzoni del disco. Midnight Jam, ad esempio, è un brano sulla cui parte musicale, già pronta, Joe Strummer avrebbe dovuto scrivere cantare un proprio testo. La voce nella versione presente sul disco è in effetti di Strummer, ma si tratta di spezzoni tratti da trasmissioni radio che Joe aveva curato per la BBC. Oppure l'intenso pezzo finale,  Silver and Gold (cover di un blues del 1952 di Bobby Charles, allora intitolato Before I Grow Too Old), termina con Strummer che si rivolge al tecnico audio dicendo Ok, that's a take! (Ok, è una prova!). Ma pur essendo solo una prova si tratta di un pezzo che chiude degnamente l'album: è un brano in cui Strummer invita, prima di diventare appunto troppo vecchi, a fare cose come uscire a ballare ogni notte, guardare tutte le luci della città, fare un viaggio intorno al mondo, baciare tutte le ragazze più carine.
Due pezzi invece sono stati inseriti nell'album anche se inizialmente non era previsto che vi facessero parte. Si tratta di una versione di Redemption Song di Bob Marley (la seconda cover dell'album), e di Long Shadow, una canzone pensata e scritta da Joe per Johnny Cash.
Alcune canzoni infine, come Dakar Meantime e Steady America, presenti nelle scalette degli ultimi concerti della band, non hanno fatto in tempo ad essere registrate in studio e quindi inserite nella tracklist finale dell'album.
La canzone Ramshackle Day parade compare nella colonna sonora del film Lo scafandro e la farfalla, diretto nel 2007 da Julian Schnabel.

## Tracklist
1. Coma Girl - (3:48)
2. Get Down Moses - (5:05)
3. Long Shadow - (3:34)
4. Arms Aloft - (3:47)
5. Ramshackle Day Parade - (4:02)
6. Redemption Song - (3:28)
7. All in a Day - (4:55)
8. Burning Streets - (4:32)
9. Midnight Jam - (5:50)
10. Silver and Gold - (2:38)

## Formazione
Questa la line-up dei Mescaleros al momento dell'uscita dell'album (per ogni membro della band viene indicato il principale strumento).
- Joe Strummer – voce, chitarra.
- Martin Slattery – chitarra.
- Scott Shields – chitarra.
- Simon Stafford – basso.
- Luke Bullen – batteria.
- Tymon Dogg – violino.